# Єловка (притока Чепци)
Єло́вка (рос. Еловка) — невелика річка в Ярському районі Удмуртії, Росія, права притока Чепци.
Бере початок на Верхньокамській височині, серед тайги, майже на кордоні Удмуртії з Кіровською областю. Протікає на південний схід, впадає до Чепци біля села Єлово. Має декілька дрібних приток.
В нижній течії збудовано автомобільний міст.